# ジャールカンド州
ジャールカンド州（ジャールカンドしゅう、Jharkhand、ヒンディー語：झारखंड、IPA：[dʒʰaːrkʰəɳɖ]）は、インドの中部にある州。州都はラーンチー。2011年の人口は3298万8134人で、面積は7万9700km²。2000年にビハール州から分離された。ジャルカンドと表記されることもある。

## 人口
- 1991年3月1日：2184万3911人
- 2001年3月1日：2694万5829人
- 2011年3月1日：3298万8134人[2]

## 隣接州
- 北：ビハール州
- 東：西ベンガル州
- 南：オリッサ州
- 南西：チャッティースガル州
- 北西：ウッタル・プラデーシュ州

## 地理
ラージマハルトラップは、広大な火成活動の痕跡として出来た階段状の丘で、東ゴンドワナ大陸から分離したインド亜大陸がユーラシア大陸に衝突した際にデカントラップと共に出来た。チョーター・ナーグプル高原、ラージマハル丘陵がある。

## 歴史
ジャールカンド地方には、中石器・銅器時代からヒトが居住しており、古代の洞窟壁画によってそのことが示されている

。

### 古代
石器はチョーター・ナーグプル高原から発見されており、中石器時代から新石器時代のものと見られている。
また、古代の洞窟壁画がハザーリーバーグ県のイスコー（इस्को）にあり、銅器時代中期（紀元前9000～5000年）のものと考えられている。
パラームー県内のソーナ川と北コーヤリー川の合流点にあるカブラ・カラー墳墓では、新石器時代から中世にかけてのさまざまな遺物や美術品が発見されており、赤色土器や赤黒色土器、黒色土器、黒色擦文土器および北方黒色磨き土器の陶片は、銅器時代から中世後期のものが発見されている。
シンハブーム県では鉄鋼スラグや細石器および陶片が発見されており、放射性炭素年代測定によって紀元前1400年頃のものと判定されている。

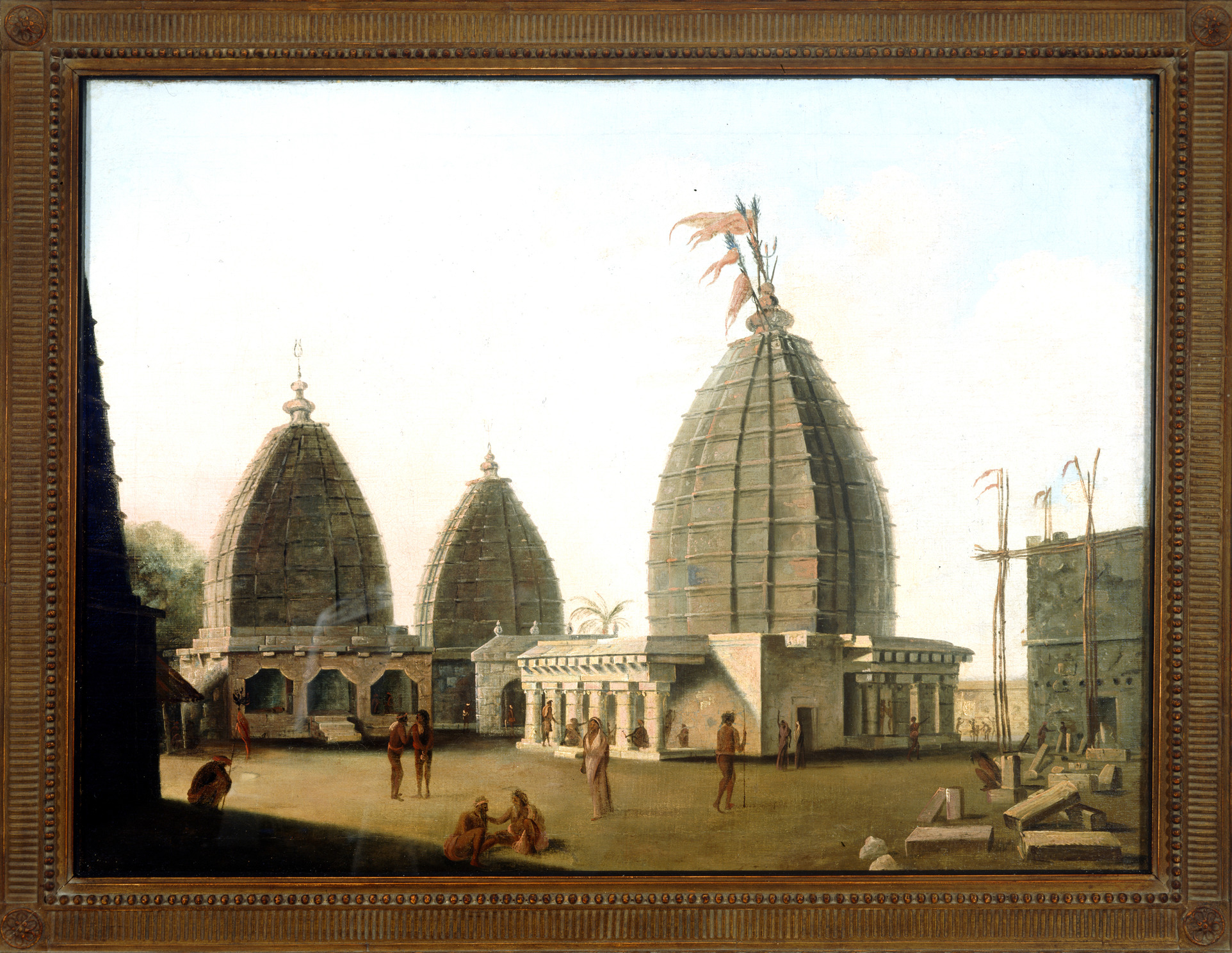
デーヴガルのバイドヤナート・ジュヨーティルリンガ寺院。

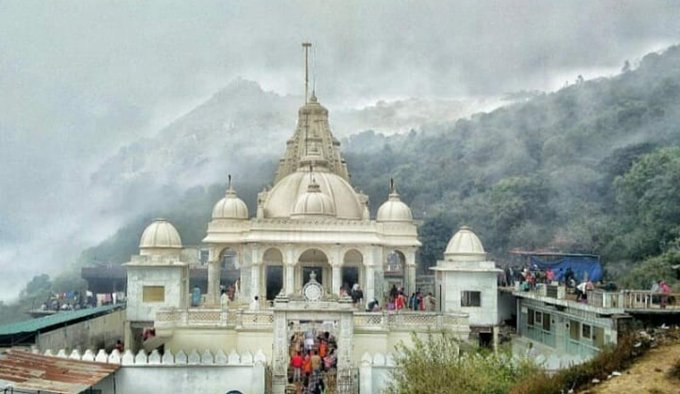
聖地シカルジーにあるジャイナ教のパラスナート寺院。20人のティールタンカラの涅槃の地と伝えられる。

古代のジャールカンド地方は、マウリヤ朝やグプタ朝、ガウル朝、パーラ朝、ナーガヴァンシー朝などの帝国や諸王朝によって支配されていた。紀元前500年頃の十六大国の時代には、ジャールカンド地方はマガダ国とアンガ国の一部であった。マウリヤ朝時代には、アタヴィカ（अटविक）と呼ばれる諸国に支配され、アショーカ王代の紀元前232年にマウリヤ朝の統治下に入った。グプタ朝のサムドラグプタ王は、現在のチョーター・ナーグプル地方を行軍する途次、マハーナディー渓谷の南コーサラ国に対する先鋒を命じている。
7世紀には、中国僧の玄奘がジャールカンド地方を旅したが、カルナスヴァルナ王国とシャシャーンカ王国が統治しており、カルナスヴァルナ王国の北はマガダ国に、東はチャンパー王国に、西はマヘーンドラ国に、南はオリッサ国に接している、と記している。

### 中世

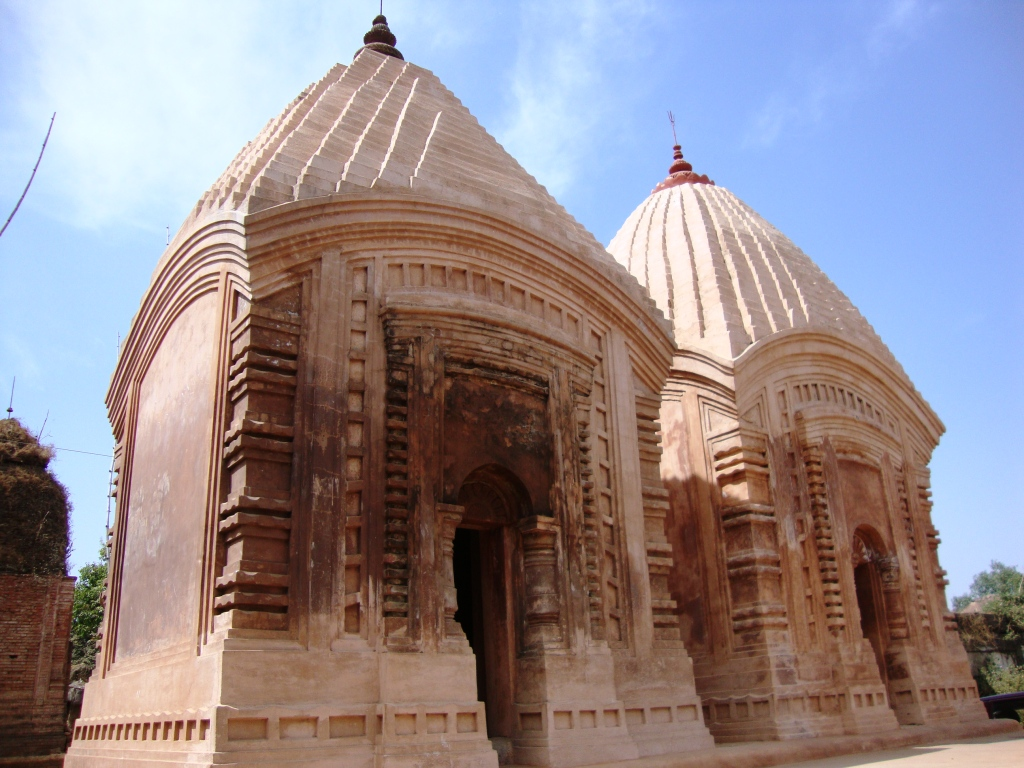
ドゥムカー県にあるマルーティー寺院。

中世のジャールカンド地方は、ナーガヴァンシー朝、カヤラヴァーラ朝、ラームガル政権およびチェーロー王国によって支配された
。
1574年には、パーラムー県まで勢力を伸ばしていたアクバル帝のムガル帝国がマーン・シンハ1世によって侵攻されており、その後もムガル帝国治下では他勢力の侵攻が記録されている。

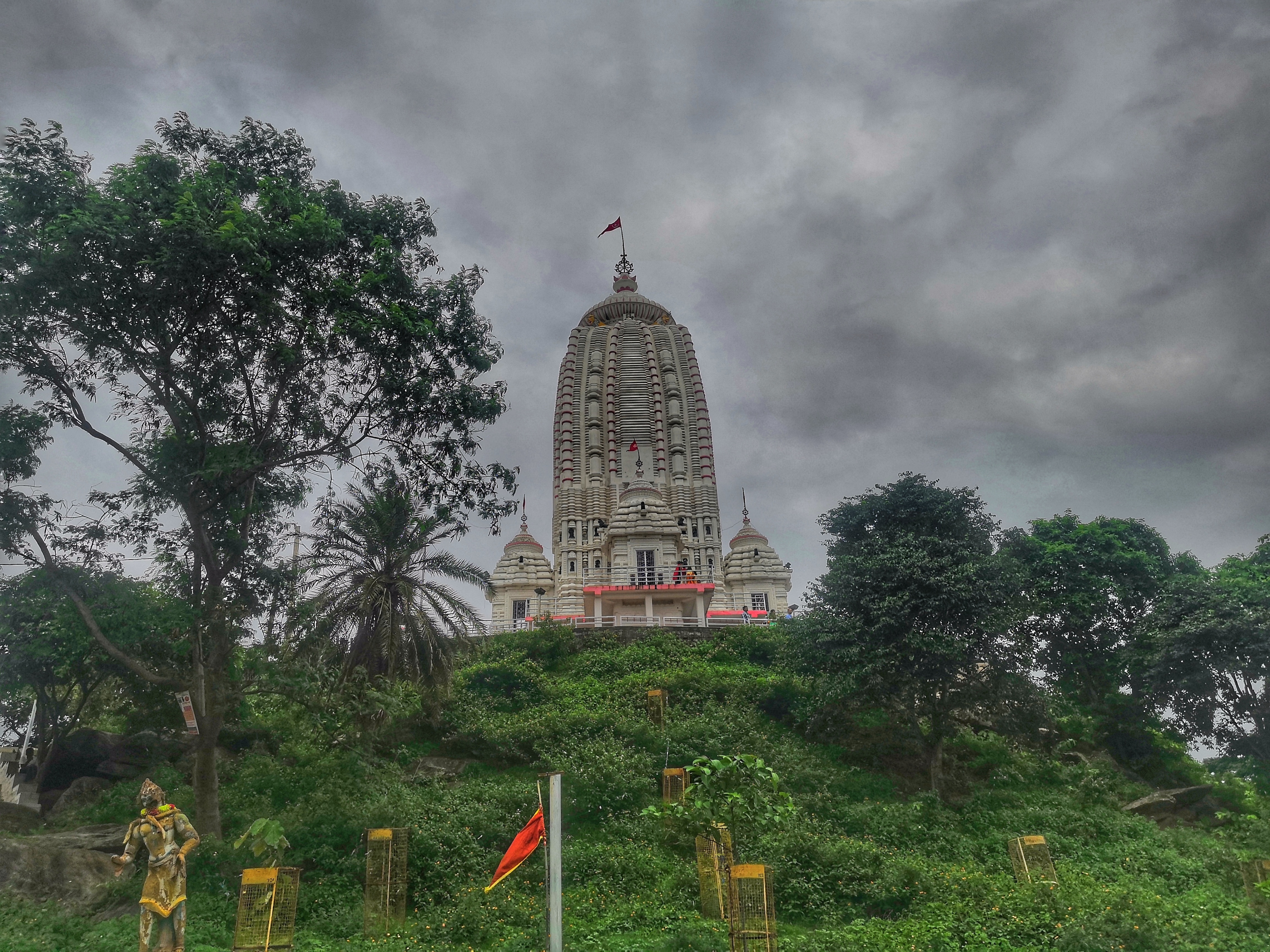
アーニ・ナータ・シャーハデーヴ王によって建立された、ラーンチーのジャガンナート寺院。

またナーガヴァンシー朝のマドゥ・シンハ王の勢力圏でも、アクバル帝配下の将軍がナーガヴァンシー朝の首都ククラガルに侵攻しており、同朝のドゥルジャン・サール王の治世にも侵攻している。
1658年から1674年にパーラムーを支配したメーディニー・ラーイ王は、ガヤー南部およびハザーリーバーグまで版図を拡大し、ナヴラタンガルを攻撃して、チョーター・ナーグプル高原のナーガヴァンシー朝を打ち破った。

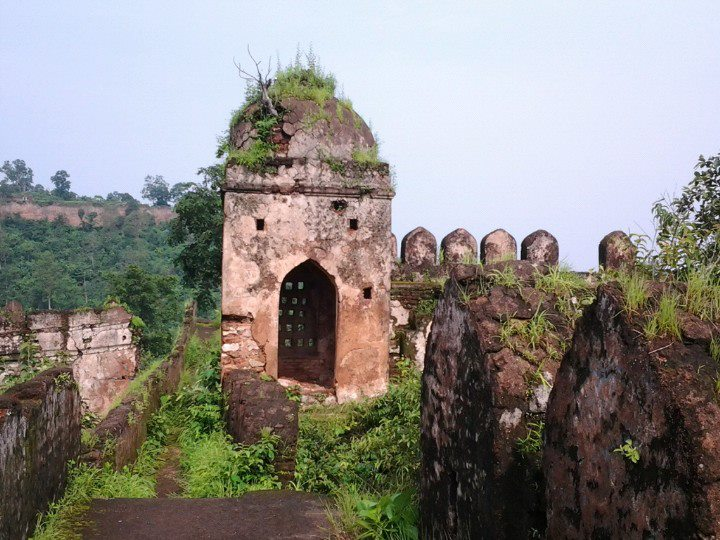
パーラムー城

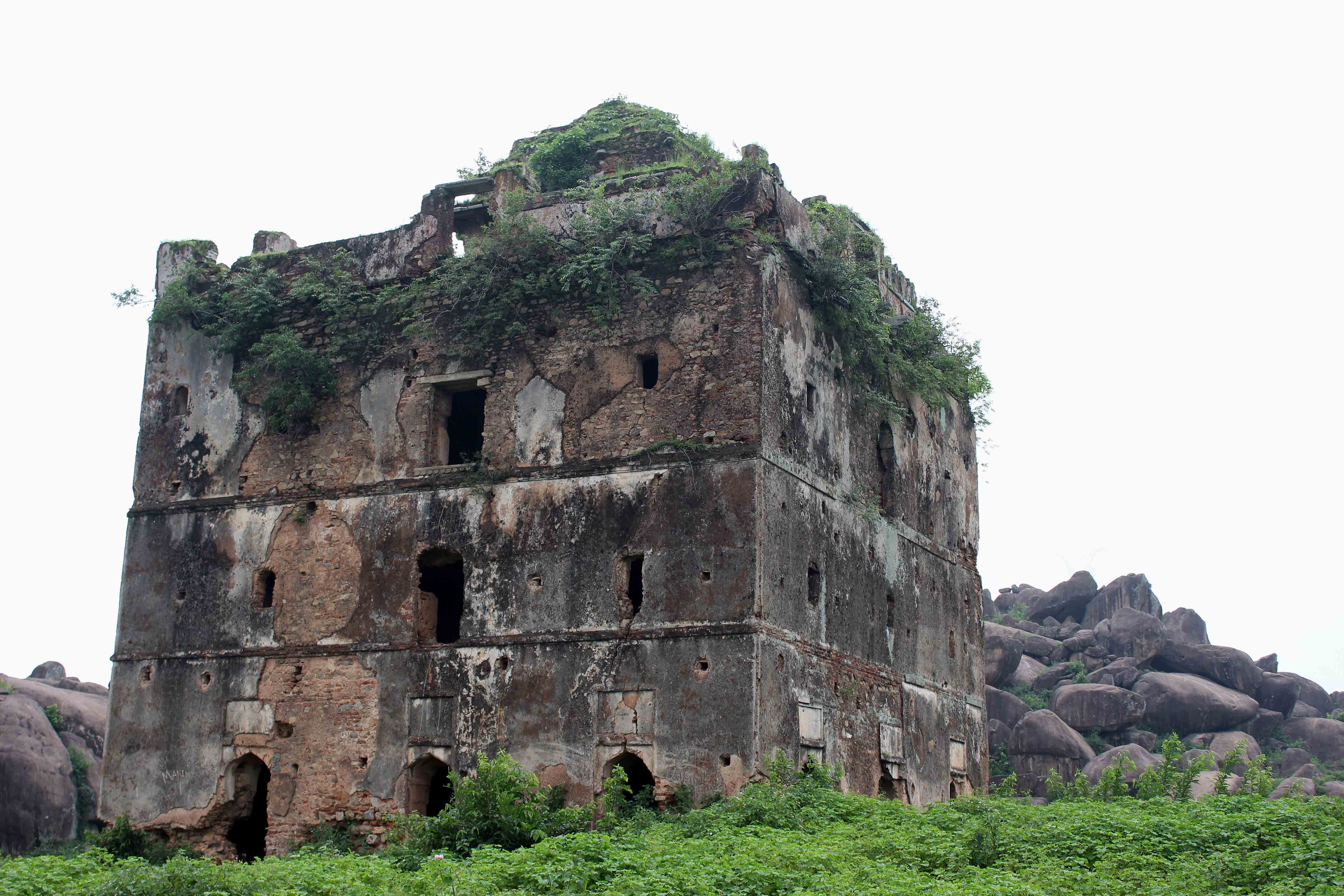
ナーヴラタン城

パーラムー地方におけるチェーロー王国の統治は19世紀まで続いたが、内紛により弱体化して、イギリス東インド会社に敗北した。パーラムー地方は後に、イギリス政府によって売却されている。

### イギリス統治時代
チェーロー王国、ナーガヴァンシー朝、ラームガル王国およびカラーグディハーはイギリス東インド会社の支配地となり、ラームガル藩王国やその他の領主の土地は恒久的にザミーンダーリー制が敷かれるようになった。カラーグディハーでは、1809年からラージダーンワル王が任じられ、またコーダルマー、パールガンジ、レードーなど一部の土地ではザミーンダーリー制も敷かれてカラーグディハー・ガーディーが置かれた。
チョーター・ナーグプル高原の諸藩王国はマラーター帝国の勢力圏になっていたが、19世紀初頭のマラーター戦争の結果イギリス東インド会社の属国となり、チョーター・ナーグプル小藩王国と呼ばれるようになった。
イギリス東インド会社によるジャールカンド地方の植民地化は住民の抵抗を引き起こし、1769年にラグナート・マハトーが主導した反乱を皮切りに、1771年にはラージマハール丘陵で先住民パハーリヤーの指導者ティルカー・マーンジーが領主およびイギリス政府に対し反乱、1779年にはマーンブームでブーミジ族がイギリスによる支配に対して武装蜂起した。

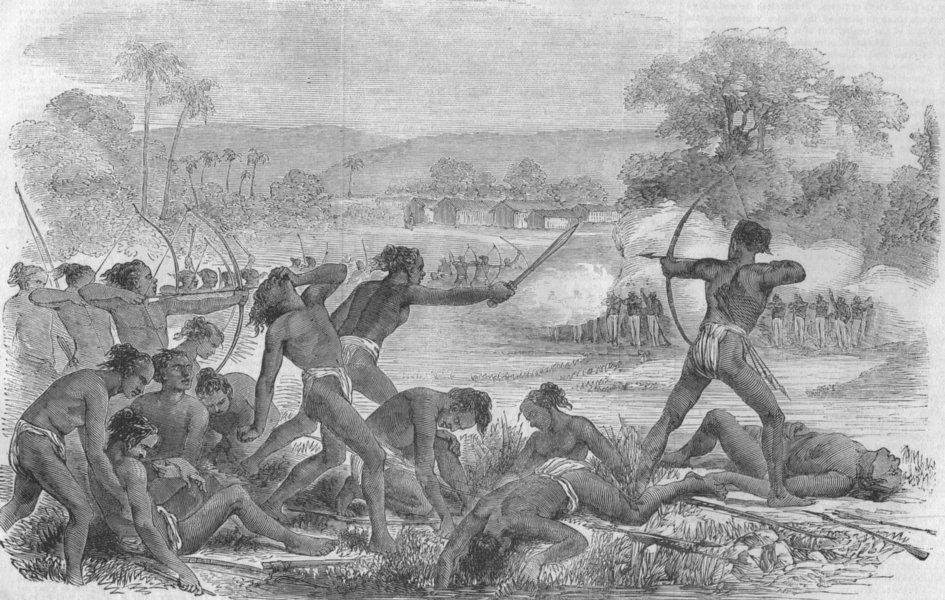
イギリス東インド会社のザミーンダーリー制に反対した1855年のサンタールの反乱。

19世紀にはさらに激しさを増し、1807年にはバルウェーのウラーンウ族がシュリーナガルから赴任した領主を殺害、1811年と1813年にはムンダ族が反乱を起こし、1812年には在地領主であったバクタル・サーイとムンダル・シンハの二人がイギリス東インド会社を相手に戦った。1820年にはシンハブームでホー族が反乱、1832年には西ベンガルでコール族が蜂起、そして1855年には兄弟のシドゥーとカーヌーに率いられたサンタールの反乱が起こった。
1857年、父祖伝来のジャーギールを受け継いでいたボーグター系カルワール族の族長兄弟であるニーラーンバラとピーターンバラが、イギリス東インド会社に対して反乱を起こした。この年の5月10日にはインド大反乱が始まり、タークル・ヴィシュワナート・シャーデーウやパーンデー・ガンパト・ラーイらがイギリス東インド会社に対して蜂起して、チャトラーの戦いにおいて反乱軍と東インド会社の間に戦闘が発生した
。
この他インド大反乱では、ティカイト・ウムラーンウ・シンハ、シェーク・ビカーリー、ナディール・アリ、ジャイ・マンガル・シンハらも、中心的な役割を果たした。
インド大反乱の後、イギリス東インド会社によるインド支配はビクトリア女王と王室に移管され、女王は1876年にインド女帝を名乗った。
1882年にチェーロー王国やカルワール族が再び反乱を起こすが、撃退された。また1895年にはビルサー・ムンダーの反乱が起き、1900年まで続いた。この時期の反乱は、主にクーンティー、タマール、サルワダー、バンドガオーンなどのムンダ族居住地域に集中していた。

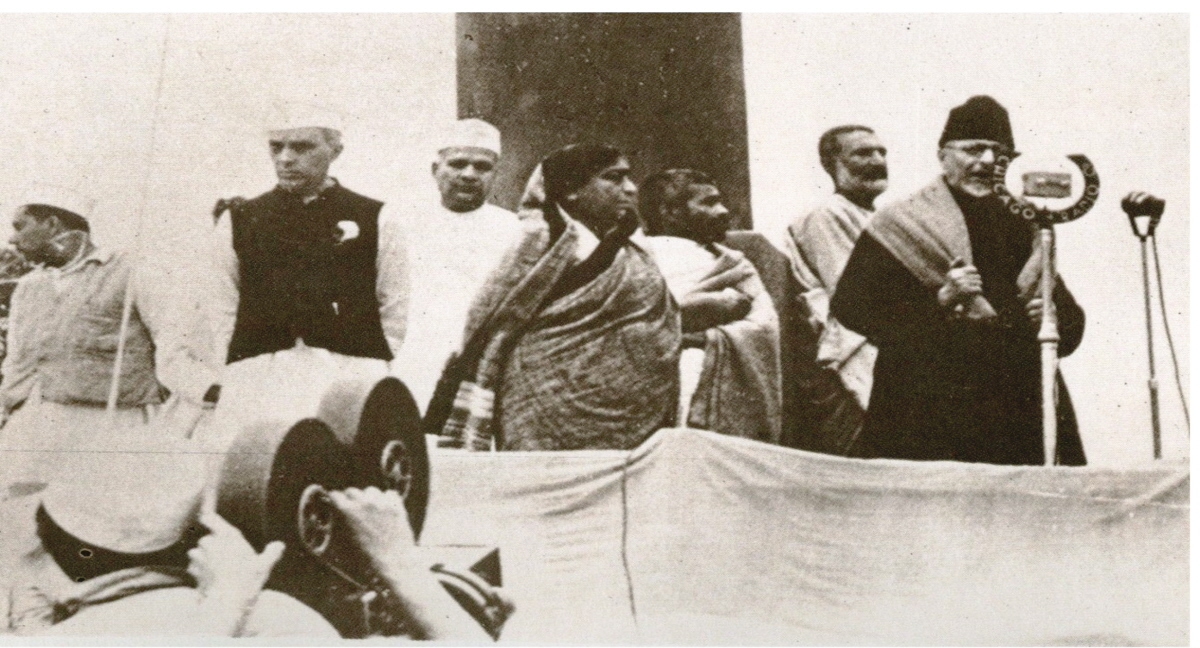
ラームガルにおける第53次インド国民会議の模様。

1905年10月、ベンガル管区政庁から、ヒンディー語話者人口の多いチャングバーカル州、ジャシュプル州、コーリヤー州、サルグジャー州およびウダイプル州は中部地方州政府に所轄が移され、オリヤー語話者人口の多いガンガープラ州とバネーイ州の2州はオリッサ属州に移管されて、カラスアーン州とサラーイケーラー州のみがベンガル管区に残留となった。しかし1936年には、これら9州はすべて東部諸州政庁に移管され、各州の指令下に置かれていた官僚たちはインド総督の直接支配下に入った。
1940年3月、第53次インド国民会議がラームガルで開催され、アブル・カラーム・アーザードを議長としてマハートマ・ガーンディー、
ジャワーハルラール・ネールーら、インド独立運動の有力者たちが
出席し、産業博覧会なども開催された。スバーシュ・チャンドル・ボースも、同時期に会議を主催している。

## 住民
先住民（Upajati） 28%、指定カースト民（Scheduled Castes、従来の不可触民も参照）12%、その他 60%。

## 産業
ウラン - ジャドゥゴダ（ジャドゥゴダ鉱山, Narwapahar鉱山、Bhatin mines）。
石炭 - ダンバード県やゴッダー県には、炭鉱が存在するなど各地で主要産業となっている。

## 地方行政区分

ジャールカンド州の行政区画

1. パラミュ郡（英語版） (Palamu division)
  1. ガルワー県（英語版） (Garhwa District)
  2. パラームー県（英語版） (Palamu District)
  3. ラーテーハール県（英語版） (Latehar District)
2. 北チョーター・ナーグプル郡（英語版） (North Chotanagpur division)
  1. チャトラー県（英語版） (Chatra District)
  2. ハザーリーバーグ県（英語版） (Hazaribagh District)
  3. コーダルマー県（英語版） (Koderma District)
  4. ギリーディー県（英語版） (Giridih District)
  5. ランガル県（英語版） (Ramgarh District)
  6. ボーカーロー県（英語版） (Bokaro District)
  7. ダンバード県（英語版） (Dhanbad District)
3. 南チョーター・ナーグプル郡（英語版） (South Chotanagpur division)
  1. ローハルダッガー県（英語版） (Lohardaga District)
  2. グムラー県（英語版） (Gumla District)
  3. スィムデーガー県（英語版） (Simdega District)
  4. ラーンチー県（英語版） (Ranchi District)
  5. クーンティ県（英語版） (Khunti District)
4. コルハン郡 (Kolhan division)
  1. 西シングブーム県（英語版） (West Singhbhum District)
  2. サラーイケーラー・カルサーワーン県（英語版） (Seraikela Kharsawan District)
  3. 東シングブーム県 (East Singhbhum District)
5. サンタール・パルガナ郡（英語版） (Santhal Pargana division)
  1. ジャームターラー県（英語版） (Jamtara District)
  2. デーオガル県（英語版） (Deoghar District)
  3. ドゥムカー県（英語版） (Dumka District)
  4. パークル県（英語版） (Pakur District)
  5. ゴッダ県（英語版） (Godda District)
  6. サーヒブガンジ県（英語版） (Sahebganj District)